# 疎明
疎明（そめい）とは、裁判官又は裁判所に確信を抱かせる程度の挙証の程度までには至らないが、一応は確からしいという推測を抱かせる程度の挙証をすることを意味する法令用語。古い法令では疏明と書かれているが、「疏」の字が常用漢字でないことから、現在の用例では使われない。

## 概要
一般に訴訟において、当事者間で争いがある事実を裁判官又は裁判所が認定するには、証拠に基づきその事実の存在について確信を持てなくてはならない。つまり、証明が行われなくてはならないとするのが原則である。
しかし、訴訟遂行上問題となる全ての事項について証明を求めることとすると、それにかかる時間や手間が膨大となる。そこで、訴訟遂行の迅速化の観点から、一定の事項については、確信まで至らなくても、一応の確からしさが認められればそれでよいとする、すなわち疎明で許されることとしたものである。
ただし、裁判の基本原則の例外であることから、疎明で許される事項については、原則として法令等により当該事実について疎明で許す旨を定めた場合に限られる。また、その事項は、仮差押、仮処分等、後に本案訴訟が控えており、かつ迅速性が求められる先行的手続の場合や、裁判官の忌避等の訴訟上の派生的手続に場合に限られている。これらは事件の本筋そのものではなく、また、終局的なものではないから、簡易迅速性を優先したものとされている。

### 疎明で許される事項の例
| 根拠法令                                     | 条項                   | 疎明で許される事項 |
| -------------------------------------------- | ---------------------- | --- |
| 民事執行法（昭和54年法律第4号）              | 第36条第1項            | 執行文付与に対する異議の訴え又は請求異議の訴えについての執行停止の裁判の申立てにおいて、異議の根拠として主張した事情。 |
| 民事執行法（昭和54年法律第4号）              | 第197条第1項 同条第2項 | 財産開示手続の申立てにおいて、知れている財産に対する強制執行を実施（又は担保権を実行）しても、申立人が当該金銭債権の完全な弁済を得られないこと。 |
| 民事保全法（平成元年法律第91号）             | 第13条第2項            | 保全命令の申立てにおける、保全すべき権利又は権利関係及び保全の必要性。 |
| 民事保全法（平成元年法律第91号）             | 第38条第2項            | 事情変更による保全取消しの申立てにおける、保全すべき権利若しくは権利関係又は保全の必要性の消滅その他の事情の変更。 |
| 民事保全法（平成元年法律第91号）             | 第39条第2項            | 特別の事情による保全取消しの申立てにおける、仮処分命令により償うことができない損害を生ずるおそれがあるときその他の特別の事情。 |
| 民事訴訟規則（平成8年最高裁判所規則第5号）   | 第10条第3項            | 裁判官の除斥又は忌避の申立てにおける原因（除斥については民事訴訟法第23条各号の事由、忌避については「裁判の公正を妨げるべき事情」があること。） |
| 民事訴訟規則（平成8年最高裁判所規則第5号）   | 第30条第2項            | 訴訟救助の申立てにおける原因（民事訴訟法第82条第1項に定める「訴訟の準備及び追行に必要な費用を支払う資力がない者又はその支払により生活に著しい支障を生ずる者」に当たるかどうか。） |
| 刑事訴訟規則（昭和23年最高裁判所規則第32号） | 第9条第3項             | 裁判官の忌避の申立てにおける原因（刑事訴訟法第21条に定める「職務の執行から除斥されるべきとき、又は不公平な裁判をする虞があるとき」に当たるかどうか。） 請求又は陳述の後に忌避申立てをする理由（刑事訴訟法第22条ただし書に定める、事件について請求又は陳述をした時に忌避の原因を知ったこと、若しくは請求又は陳述をした後に忌避の事実が生じたこと。） |
| 刑事訴訟規則（昭和23年最高裁判所規則第32号） | 第138条第3項           | 証拠保全の請求において、これを必要とする理由（刑事訴訟法第179条第1項に定める「あらかじめ証拠を保全しておかなければその証拠を使用することが困難な事情」。） |
| 刑事訴訟規則（昭和23年最高裁判所規則第32号） | 第179条第4項           | 公判期日の変更の請求において、変更必要とする事由及びそれが継続する見込の期間。 |
| 行政事件訴訟法（昭和37年法律第139号）        | 第25条第5項            | 取消訴訟における執行停止の申立てにおいて、「処分、処分の執行又は手続の続行により生ずる重大な損害を避けるため緊急の必要」があるかどうか。 |
| 著作権法（昭和45年法律第48号）               | 第67条第3項            | 著作権者不明等の場合の裁定制度において、著作権者と連絡することができないこと。 |
| 著作権法（昭和45年法律第48号）               | 第114条の6第1項        | 著作権等に係る訴訟における秘密保持命令の申立てにおいて、準備書面又は証拠に営業秘密が含まれ、またその営業秘密の開示によって当事者の事業活動に支障が生じるおそれがあること。 |